# Creu de terme de Cabanes
La Creu de terme de Cabanes és una obra de Cabanes (Alt Empordà) inclosa a l'Inventari del Patrimoni Arquitectònic de Catalunya.

## Descripció
Situada al sud del nucli urbà de la població de Cabanes, a escassa distància del poble i l'encreuament entre el camí de l'Ullal i la carretera GIV-6024.
Es tracta d'una creu situada damunt una plataforma de planta quadrada, formada per dos graons. La creu és llatina amb els braços rectes decorats amb motius florals. Aquests braços es troben units mitjançant quarts d'esfera que dibuixen una aurèola, al centre de la qual hi ha gravat l'anagrama de Jesús. La creu presenta un basament rectangular, a mode de pedestal.
La construcció és bastida amb formigó.

## Història
Creu bastida vers l'any 1952.